# فرد بينيت
فرد بينيت (بالإنجليزية: Fred Bennett)‏ (2 أكتوبر 1906 ببرستل في المملكة المتحدة - 20 أغسطس 1990 ببرستل في المملكة المتحدة) هو لاعب كرة قدم بريطاني (وحمل سابقاً جنسية المملكة المتحدة لبريطانيا العظمى وأيرلندا) في مركز الدفاع. لعب مع نادي بريستول روفيرز ونادي تشستر سيتي ونادي أوزورتي تاون ‏ وNantwich Town F.C. ‏.